# Медеуца (Удине)
Медеуца је насеље у Италији у округу Удине, региону Фурланија-Јулијска крајина.
Према процени из 2011. у насељу је живело 567 становника. Насеље се налази на надморској висини од 42 м.